# North Hatley
North Hatley est une municipalité de village située dans la MRC de Memphrémagog, en Estrie, au Québec (Canada).

## Toponymie
Le village, au nord du canton de Hatley, est implanté en 1803. La municipalité de North Hatley est constituée en 1897.
« Cette appellation fait allusion à la paroisse de Hatley, située dans le Cambridgeshire, au sud-est de l'Angleterre ».

## Histoire
Bon nombre des premiers colons autour de North Hatley étaient des loyalistes, pour la plupart des agriculteurs, qui ont quitté la Nouvelle-Angleterre dans les années qui ont suivi la déclaration d'indépendance américaine en 1776.
Le village doit la plupart de ses grandes maisons et de son architecture particulière à ses premiers aristocrates, et principalement des Américains du sud de la ligne Mason-Dixon.

## Géographie
North Hatley est accessible via la route 108. Plusieurs petits commerces ouverts toute l'année sont situés dans la municipalité, et pour les commodités des grandes villes les habitants doivent généralement se rendre dans les villes voisines de Magog ou Sherbrooke. North Hatley se situe sur le bord du lac Massawippi et celui-ci donne au village la forme d’un amphithéâtre naturel.

### Municipalités limitrophes

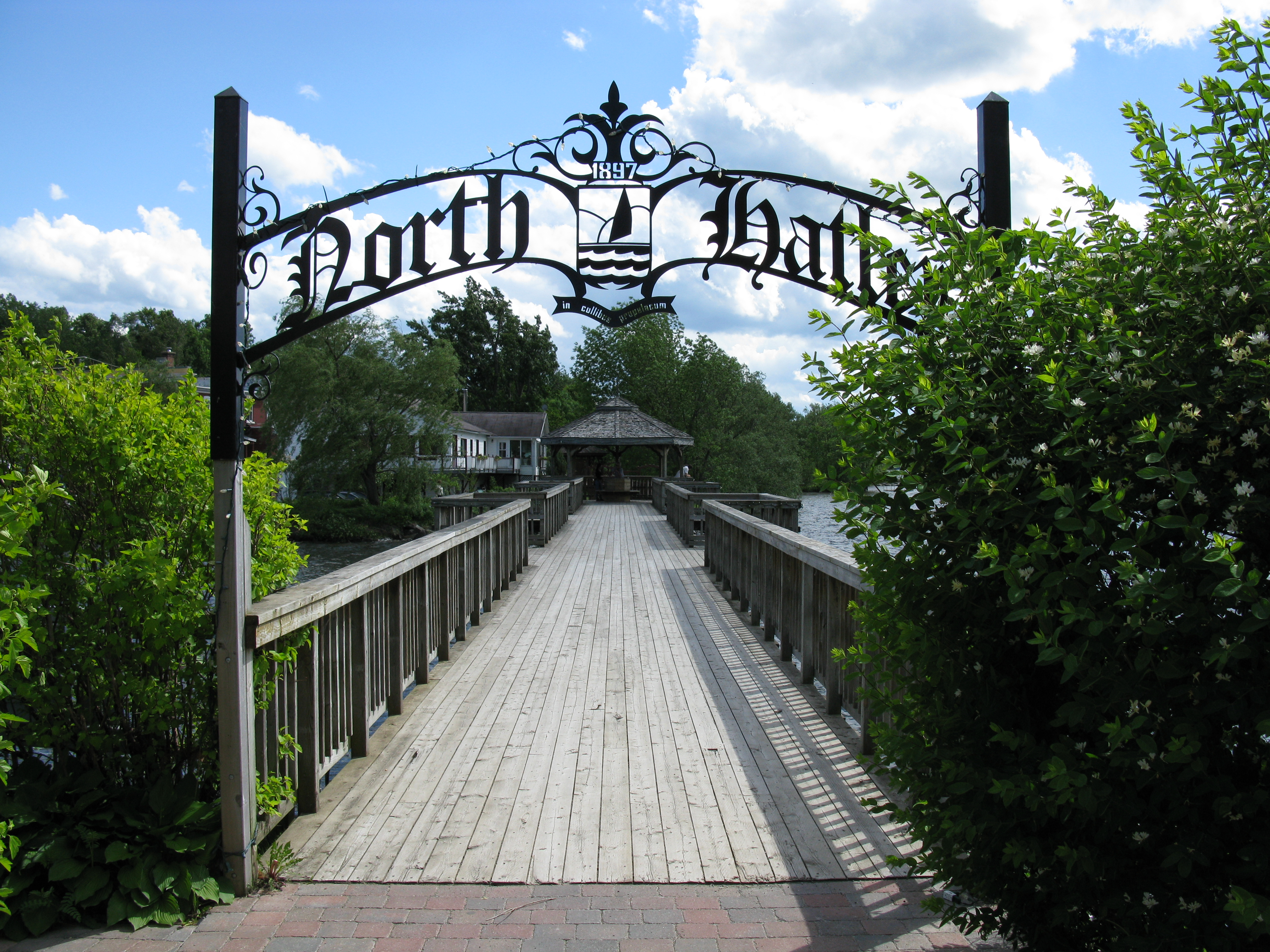
Un quai sur le Lac Massawippi.

## Démographie
| 1996 | 2001 | 2006 | 2011 | 2016 | 2021 |
| ---- | ---- | ---- | ---- | ---- | ---- |
| 758  | 746  | 722  | 654  | 632  | 675  |

## Administration
Les élections municipales se font en bloc pour le maire et les six conseillers.
| North Hatley Maires depuis 2001                                                                                      |                        |         |          |
| Élection | Maire                  | Qualité | Résultat |
| 2001 | Stephan Doré           |         | Voir     |
| 2005 | Stephan Doré           | Voir    |          |
| 2009 | Michael Page           |         | Voir     |
| 2013 | Michael Page           | Voir    |          |
| 2017 | Michael Page           | Voir    |          |
| 2021 | Marcella Davis Gerrish |         | Voir     |
| Élection partielle en italique Depuis 2005, les élections sont simultanées dans toutes les municipalités québécoises |                        |         |          |

## Attraits
- Le Festival du lac Massawippi

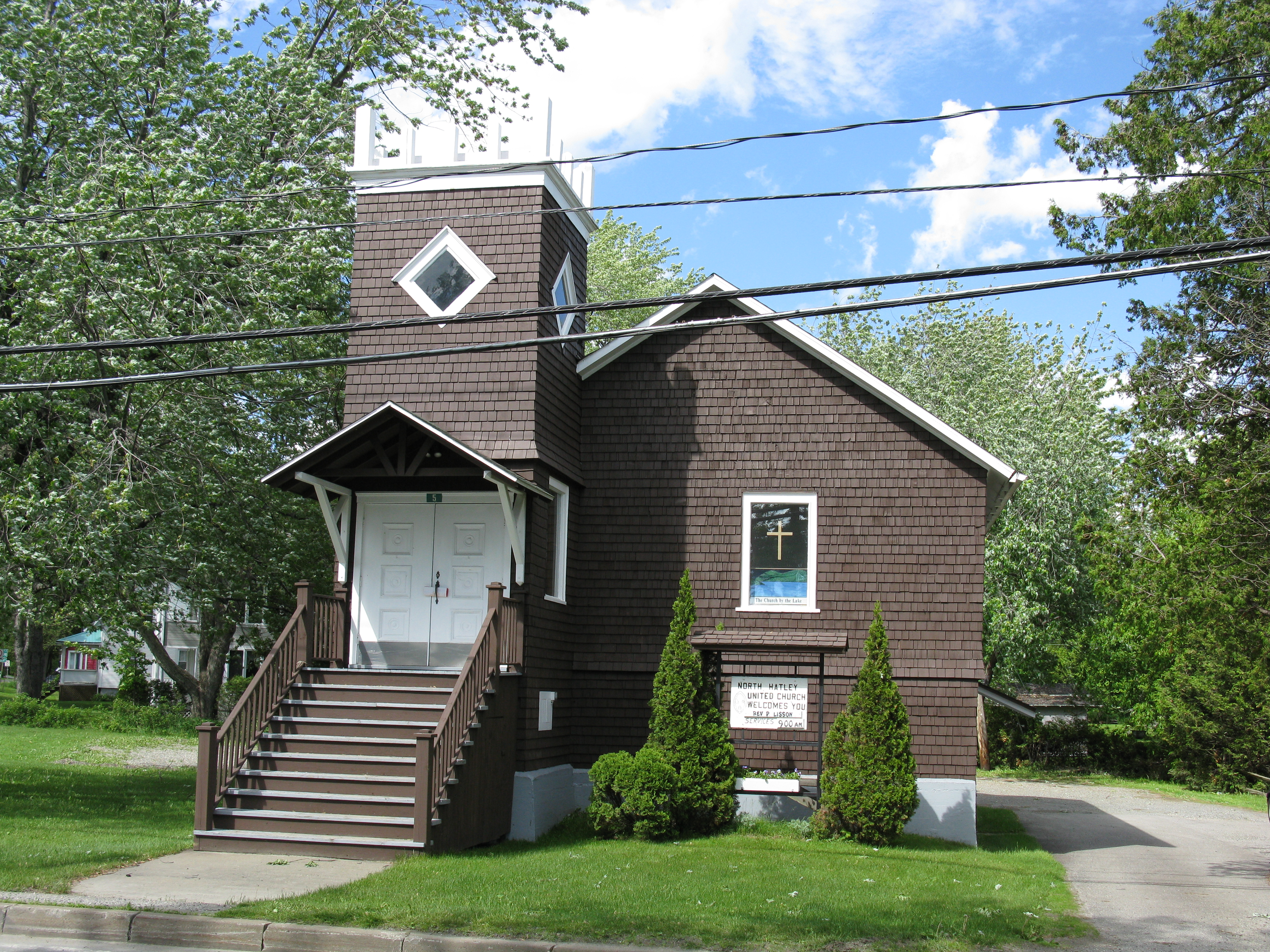
Église unie de North Hatley

- Des églises catholique, anglicane, unitarienne et baptiste.
- Le Club de golf de North Hatley

Chaque année, la municipalité organise le marché champêtre, réunissant plus d’une trentaine de marchands et maraîchers de la fin juin à la mi-octobre.
- Depuis 2021 un marché de Noël est présent au temps des fêtes[5].

## Télévision
La municipalité est mentionnée dans la série télévisée américaine X-Files : Aux frontières du réel dans l'épisode Patient X - 1re partie et Patient X - 2e partie où l'homme à la cigarette aurait vécu.